# Троицкий (Белгородская область)
Троицкий — посёлок городского типа с 1971 по 2008 г. в составе Губкинского городского округа Белгородской области России, центр Троицкой территориальной администрации. Второй по величине населённый пункт Губкинского округа после самого г. Губкин.

## География
Расположен в 10 км к северо-западу от Губкина, у автодороги Р190 Лукьяновка -Тим, у границы с Курской областью.

## История
Статус посёлка городского типа — с 1971 года. В 2008 году преобразован в сельский населённый пункт.
1972 год:
В январе 1972 г. был организован Троицкий поселковый Совет (председатель исполкома Сидоренко Иван Трофимович, секретарь — Бондаренко Валентина Ивановна).
В сентябре в посёлке Троицком сдан в эксплуатацию свиноводческий комплекс по производству десяти тысяч тонн мяса в год. Комплекс был объявлен ударной комсомольской стройкой. Здесь трудились десятки комсомольско-молодёжных бригад и студенческих отрядов. Комплекс был оснащён импортным оборудованием, поставку которого осуществляла итальянская фирма «Джи — Джи».
Одновременно строился жилой посёлок, который назвали Троицкий. Первыми жилыми постройками были бараки, в них располагались школа и детский сад. Следом за бараками были построены первые 5-этажные 60-квартирные дома.
В сентябре на базе Троицкой общеобразовательной школы открылась детская музыкальная школа. Первым директором школы был А. И. Ярцев.
1973 год:
На территории посёлка Троицкий открыты: профсоюзная библиотека, учебный комбинат, лаборатория НИИПТИЖ, почта, столовая, торговый центр, музыкальная школа, детский сад на 280 мест, Дом быта, гостиница на 150 мест.
В п. Троицкий переведена Губкинская районная библиотека, под неё выделено полуподвальное помещение в жилом доме площадью 300 м².
В ноябре сдан в эксплуатацию Троицкий экспериментальный комбикормовый завод (директор — Щетинин Иван Андреевич). Предприятие выпускает более пятидесяти рецептов комбикормов, премиксов и концентратов по типовым стандартам и по индивидуальным рецептам заказчика.
1975 год:
В п. Троицкий открыта Губкинская районная больница на 190 койко-мест с отделениями: детским, терапевтическим, гинекологическим и неврологическим, обслуживающая 43 тыс. человек. Главный врач — Макаров Н. Н. Штат больницы составлял 30 врачей, 98 человек среднего медперсонала. В 1987 году переведена в новое специализированное здание. В 2007 году построено новое здание поликлиники на 100 посещений в смену взрослых и 35 детей.
В октябре на базе детского отделения ЦРБ была организована районная детская библиотека.
1979 год:
Центральная районная библиотека из неприспособленного подвального помещения переведена в новое типовое двухэтажное здание, книжный фонд её составлял более 60 тысяч экземпляров книг.
1982 год:
В п. Троицкий установлен памятник невинно погибшим мирным жителям х. Калиновка. Прототипами памятника стали — пасечник Сотников Павел Михайлович, Травкина Наталья и Яковлева Марина. На открытие приезжали Травкина Наталья и Яковлева Марина.
1984 год:
Музыкальная школа переименована в Троицкую детскую школу искусств с четырьмя отделениями: музыкальное, хореографическое, изобразительное и эстетическое. Обучение ведётся по 9 специальностям. В 1991 году директором школы стал Юрий Иванович Филатов.
1993 год:
Троицкому Дому культуры присвоен статус районного Дома культуры (директор — Гордовской И. Д.). Присвоено звание «Народного» ансамблю русской народной песни «Веретёнце» (руководитель И. Н. Логвинова) и вокально — инструментальному ансамблю (руководитель Ю. Н. Кедровский).
2002 год:
22 сентября в посёлке Троицкий был освящён Свято-Троицкий храм, построенный за рекордно короткое время. Чуть больше пяти месяцев понадобилось строителям, чтобы возвести, соблюдая все нормы и каноны русского православного зодчества, красавицу-церковь, общая площадь которой 200 квадратных метров.
2003 год:
По итогам областного конкурса на звание «Самый благоустроенный населённый пункт Белгородской области» за 2003 год в третьей категории п. Троицкий занял второе место.
2007 год:
Состоялось открытие новой поликлиники в посёлке Троицкий. Она рассчитана на 100 посещений в смену для взрослых и на 35 детских. На 1 этаже разместилась детская консультация с фильтрбоксом для детей, клинико-диагностическая лаборатория, рентген-кабинет с цифровым малодозовым флюорографом. Участковые терапевты, невролог, гинеколог, кабинеты ЭКГ, УЗИ занимают 2 этаж.
2010 год:
В рамках областного конкурса «Школа года» Троицкая средняя общеобразовательная школа стала победителем в номинации «Поселковые средние общеобразовательные учреждения».
Благоустроены тротуары в п. Троицком.
Свиноводческий комплекс ЗАО «Троицкое» несколько лет подряд входит в первую десятку 100 наиболее крупных и эффективных предприятий по производству свинины в России. В 2010 году получено прибыли 105,1 млн руб., рентабельность составила 13,4 %.
2014 год:
В пос. Троицкий Губкинского городского округа появился стадион с искусственным покрытием.
2015 год:
Капитальный ремонт МАДОУ "Детский сад комбинированного вида № 2 «Сказка» в п. Троицкий.

## Население
| 1979 | 1989  | 2002  | 2010  | 2011  | 2013  | 2015  | 2016  | 2021  |
| ---- | ----- | ----- | ----- | ----- | ----- | ----- | ----- | ----- |
| 5026 | ↗6038 | ↗6157 | ↗6214 | ↘5624 | ↗6194 | ↘6192 | →6192 | ↘5429 |

## Экономика
В Троицком находятся завод по производству комбикормов, свиноводческое хозяйство.

## Культура
В посёлке работают: центр культурного развития (с многочисленными кружками), школа искусств, МБОУ Троицкая СОШ — где обучаются около 600 учеников, 2 детских сада.